# Товарное обращение
Товарное обращение — обращение объектов собственности с использованием возмездных договоров. Это форма взаимообмена товаров и денег (по формуле товар — деньги — товар). При этом единовременный процесс взаимного обмена товарами распадается на два самостоятельных акта, которые могут быть разделены как во времени, так и в пространстве: продажу (товар — деньги) и куплю (деньги — товар).
Сторонники металлической теории денег смешивали простой обмен товаров с товарным обращением, не выделяли у денег функции средства платежа и средства обращения.